# Mostî, Bahmaci
Mostî (în ucraineană Мости) este un sat în comuna Matiivka din raionul Bahmaci, regiunea Cernihiv, Ucraina.

## Demografie
Componența lingvistică a localității Mostî
     Ucraineană (98,21%)
     Rusă (1,79%)
Conform recensământului din 2001, majoritatea populației localității Mostî era vorbitoare de ucraineană (98,21%), existând în minoritate și vorbitori de rusă (1,79%).